# Rui Augusto Jardim Gouveia
Rui Augusto Jardim Gouveia (* 17. April 1975 in Johannesburg, Südafrika) ist ein portugiesischer römisch-katholischer Geistlicher und ernannter Weihbischof in Lissabon.

## Leben
Rui Augusto Jardim Gouveia erwarb zunächst einen Abschluss in Technischer Chemie an der Universität Lissabon und studierte anschließend Philosophie und Theologie an der Katholischen Universität Portugal. Das Sakrament der Priesterweihe empfing er am 6. Juli 2008 für das Bistum Setúbal. Weitere Studien unternahm er anschließend in Madrid in Katechetik an der Universidad Eclesiástica San Dámaso und in biblischer Spiritualität an der Päpstlichen Universität Comillas.
Nach der Priesterweihe war er zunächst in der Pfarrseelsorge und von 2008 bis 2011 als Mitarbeiter im Vorseminar des Bistums tätig, das er anschließend bis 2019 leitete. Daneben war er zeitweise Verantwortlicher für die Berufungspastoral, für die Kinder- und Jugendpastoral sowie die Erwachsenenkatechese. Er war Studienpräfekt des Priesterseminars in Almada, dessen Regens er von 2017 bis 2024 war. Daneben gehörte er dem Priesterrat und dem Konsultorenkollegium an. Außerdem leitete er die diözesane Studienkommission für den Ständigen Diakonat. Der Bischof von Setúbal, Américo Manuel Kardinal Alves Aguiar, ernannte ihn im Herbst 2023 zu seinem Generalvikar.
Papst Franziskus ernannte ihn am 10. Dezember 2024 zum Titularbischof von Aradi und zum Weihbischof in Lissabon.